# Virachola perse
The Large Guava Blue, Virachola perse là một loài bướm ngày thuộc họ Bướm xanh. Nó được tìm thấy ở châu Á.

## Hình ảnh

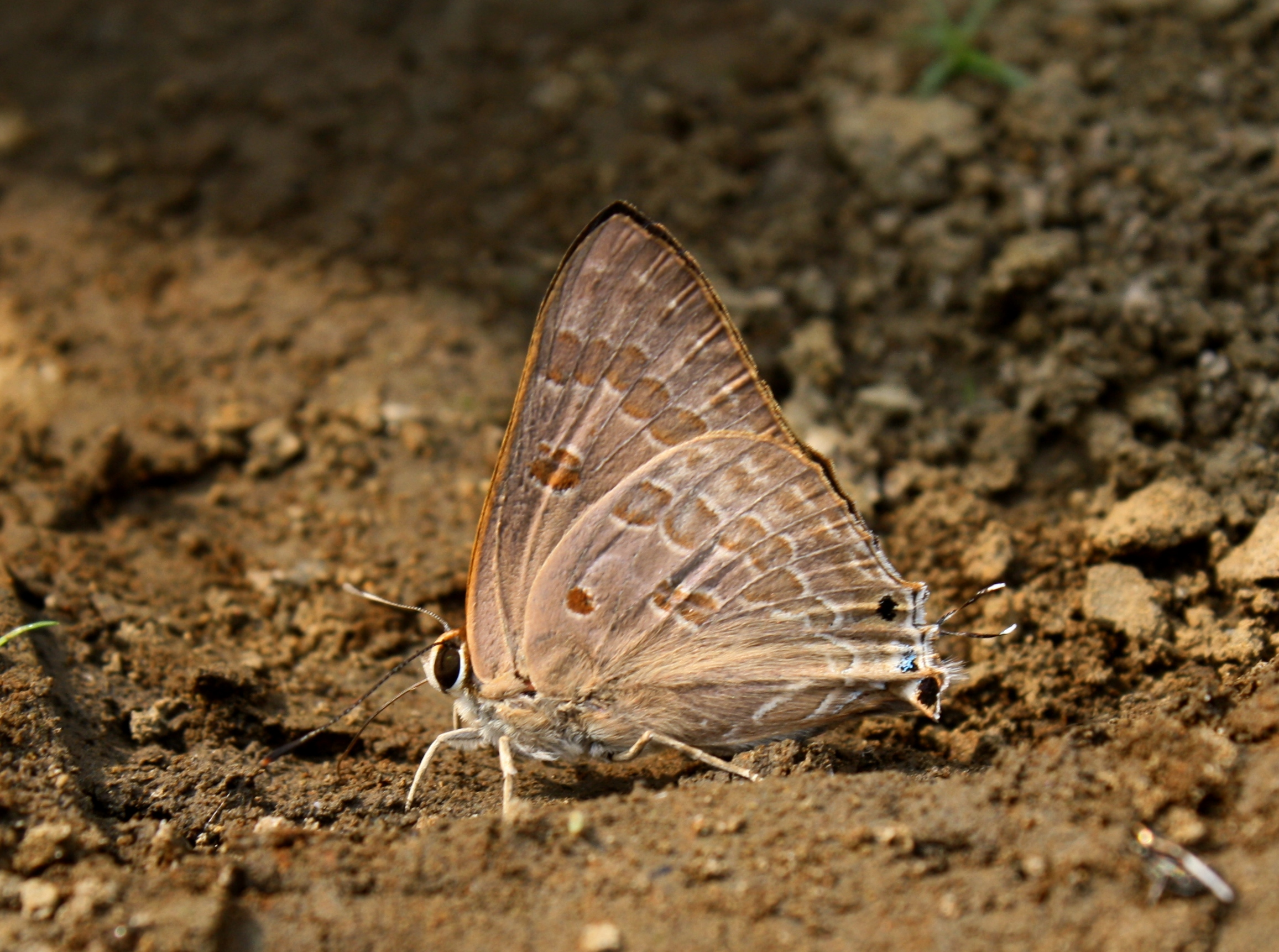
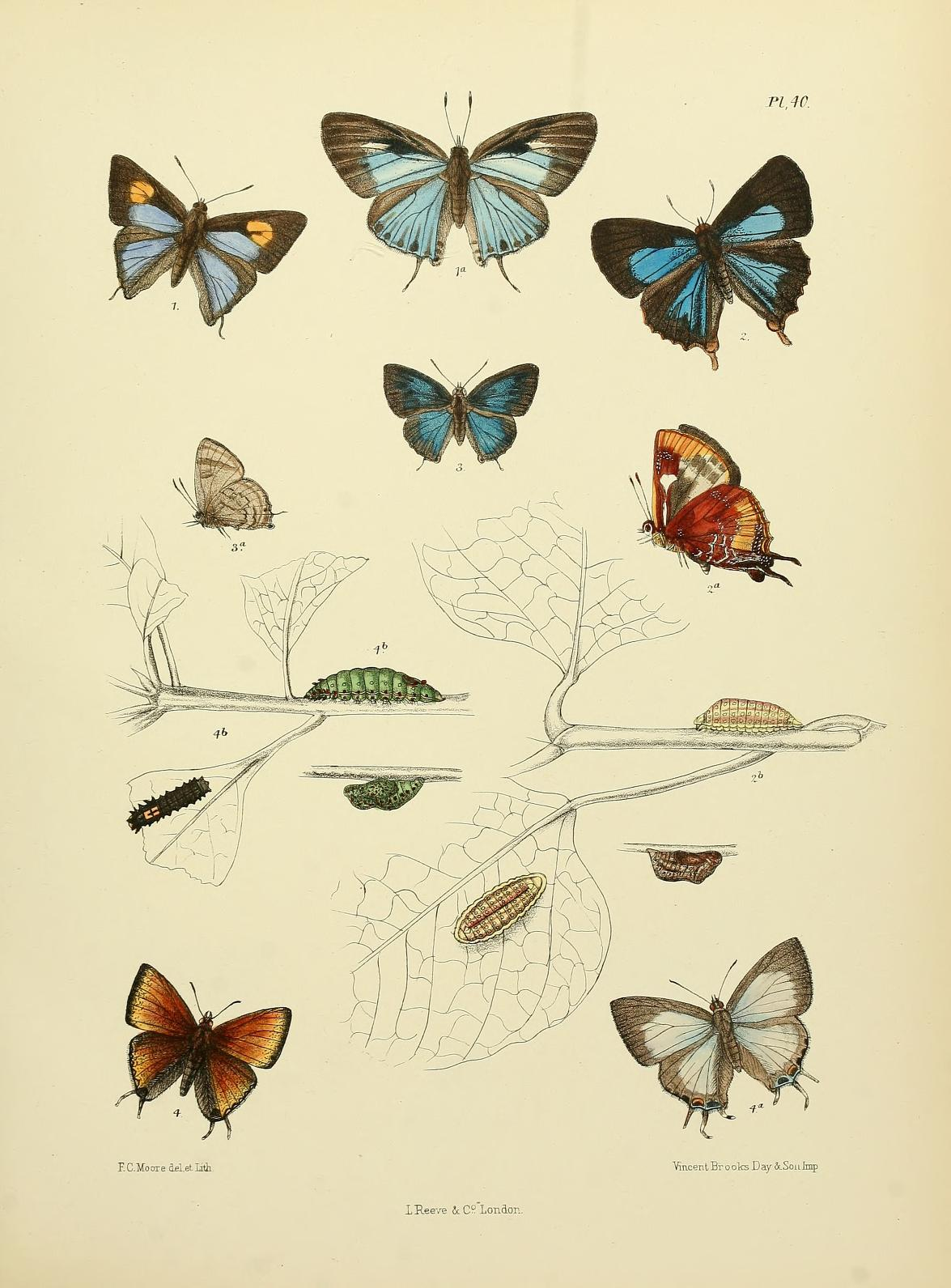